# 53-я гвардейская дивизионная артиллерийская бригада
53-я гвардейская дивизионная артиллерийская бригада — гвардейская дивизионное артиллерийское соединение РККА Вооружённых сил СССР в Великой Отечественной войне.
Сокращенное действительное наименование, применяемое в рабочих документах — 53 гв.дабр. 53-я гвардейская дивизионная артбригада в составе действующей армии с 1 февраля по 11 мая 1945 года.

## История
Бригада дивизионной артиллерии сформирована в январе — феврале 1945 года путём объединения трёх артиллерийских полков.
О боевом пути бригады смотри статью 98-я гвардейская стрелковая дивизия и О боевом пути бригады смотри статью 37-й гвардейский стрелковый корпус

## Состав
- управление
- 17-й гвардейский пушечный артиллерийский полк
- 72-й гвардейский гаубичный артиллерийский полк
- 500-й гвардейский миномётный полк
- 100-й отдельный гвардейский зенитный артиллерийский дивизион (с марта 1945)
- 105-й отдельный гвардейский истребительно-противотанковый артиллерийский дивизион (с марта 1945)

## В составе
| Дата            | Фронт (округ)        | Армия                 | Корпус                             | Дивизия                             | Примечания |
| --------------- | -------------------- | --------------------- | ---------------------------------- | ----------------------------------- | ---------- |
| 01.03.1945 года | 2-й Украинский фронт | 9-я гвардейская армия | 37-й гвардейский стрелковый корпус | 98-я гвардейская стрелковая дивизия | -          |
| 01.04.1945 года | 3-й Украинский фронт | 9-я гвардейская армия | 37-й гвардейский стрелковый корпус | 98-я гвардейская стрелковая дивизия | -          |
| 01.05.1945 года | 3-й Украинский фронт | 9-я гвардейская армия | 37-й гвардейский стрелковый корпус | 98-я гвардейская стрелковая дивизия | -          |

## Командиры
- Шабалин Иван Степанович [2]